# Elettaria cardamomum
Elettaria cardamomum, obično poznat kao zeleni ili pravi kardamon, zeljasta je, višegodišnja biljka iz porodice đumbira, poreklom iz južne Indije. Ona je najčešća od vrsta čije se seme koristi kao začin koji se naziva kardamom. Široko se uzgaja u tropskim regionima, a naturalizovana na Reinionu, u Indokini i na Kostariki.

## Uzgoj
je oštra, aromatična, zeljasta, višegodišnja biljka, koja raste do oko 2–4 m visine. Listovi su naizmenični u dva niza, linearno-kopljasti, dugi 40–60 cm, sa dugim šiljastim vrhom. Cvetovi su beli do lila ili bledo ljubičasti, proizvedeni u rastresitom klasu dužine 30–60 cm. Plod je trostrana žutozelena mahuna dužine 1–2 cm, koja sadrži nekoliko (15-20) crnih i smeđih semenki

## Upotrebe
Zelene mahune biljke se suše, a seme unutar mahune koristi se u indijskoj i drugim azijskim kuhinjama, bilo celo ili mleveno. To je najčešće uzgajana vrsta kardamona; za druge vrste i upotrebe pogledajte kardamon.
Pretpostavlja se da se pravi kardamon koristio u ajurvedskoj medicini već u 4. veku pre nove ere. Mleveni kardamon je sastojak mnogih indijskih karija i primarno doprinosi ukusu masala čaja. U Iranu i Indiji kardamon se koristi za aromu kafe i čaja. U Turskoj se koristi za aromatizaciju crnog turskog čaja, kakakule.
Uz authohtono rasprostranjenje, gaji se u Nepalu, Vijetnamu, Kambodži, Tajlandu, Šri Lanci i Centralnoj Americi. U Indiji su države Sikim i Kerala glavni proizvođači kardamona; oni se najviše kotiraju u pogledu obrađivanih površina i proizvodnje. Prvi put je uvezen u Evropu oko 1300. pne.

## Ekologija
Larve moljca Endoclita hosei koriste E. cardamomum kao prehrambenu biljku.

## Varijeteti
Tri prirodne sorte biljaka zelenog kardamoma su:
- Malabar (Nadan), kao što i samo ime govori, je autohtona sorta Kerale. Ove biljke imaju cvetne grozdove[17][18] (koji proizvode mahune) koji rastu vodoravno duž zemlje.
- Majsor je, kao što mu samo ime govori, autohtona sorta Karnatake.[19][20] Ove biljke imaju cvetne grozdove koji rastu vertikalno naviše. Sorta Majsore je, međutim, u poslednjih nekoliko decenija u opadanju usled pojave otpornije i rodnije sorte „zeleno zlato”, koja je najčešći oblik kardamona ubranog u Kerali.
- Vazhuka je prirodni hibrid između sorti Malabar i Majsor, i njene metlice[21] ne rastu ni vertikalno ni horizontalno, već negde između.

Nedavno je nekoliko uzgajivača izolovalo visoko rodne biljke i počelo da ih množi u velikom obimu. Najpopularnija visoko rodna sorta je 'Ndžalani', koja je jedinstvena sorta visokog prinosa kardamona koju je razvio indijski farmer Sebastian Džozef u mestu Katapana u državi Kerala na jugu Indije. K. J. Babi iz okruga Iduki, Kerala, razvio je čisto belocvetnu sortu zelenog kardamona tipa Vazhuka koja ima veći prinos od Ndžalani. Sorta ima visoku prilagodljivost različitim uslovima zasenčene okoline i takođe se može uzgajati u preplavljenim područjima.

## Galerija
- Kardamon cvet
- Kardamon biljka

## Literatura
- Zomlefer, W.B (1994). Flowering Plant Families. The University of North Carolina Press..
- „The phylogeny and a new classification of the gingers (Zingiberaceae): evidence from molecular data”.
- Abstracts from the Symposia on the Family Zingiberaceae
- A New Classification of the Zingiberaceae from the Third Symposium on Zingiberaceae
- Poulsen, Axel; Båserud Mathisen, Helena; Newman, Mark; Ardiyani, Marlina; Lofthus, Øystein; Bjora, Charlotte (2018-08-01). „Sulettaria : A new ginger genus disjunct from Elettaria cardamomum”. Taxon. 67 (4): 725—738. S2CID 92388068. doi:10.12705/674.3.
- Bell, Jacob (1843). Pharmaceutical Journal: A Weekly Record of Pharmacy and Allied Sciences. II, No. 1 (Public domain изд.). London: John Churchill.
- Cumo, Christopher Martin (25. 4. 2013). Encyclopedia of Cultivated Plants: From Acacia to Zinnia [3 Volumes]. ABC-CLIO. ISBN 978-1-59884-775-8.
- Kusters, Koen; Belcher, Brian (2004). Forest Products, Livelihoods and Conservation. Center for International Forestry Research. ISBN 978-979-3361-23-9.
- Nair, K. P. Prabhakaran (2011). Agronomy and Economy of Black Pepper and Cardamom: The "King" and "Queen" of Spices. Elsevier. ISBN 978-0-12-391865-9.
- Owen, T. C. (1883). Notes on Cardamom Cultivation (Public domain изд.). A. M. & J. Ferguson.
- Parthasarathy, V. A.; Chempakam, Bhageerathy; Zachariah, T. John (2008). Chemistry of Spices. CABI. ISBN 978-1-84593-420-0.
- Watt, Sir George (1908). The Commercial Products of India: Being an Abridgement of "The Dictionary of the Economic Products of India." (Public domain изд.). J. Murray. стр. 514.
- CardamomHQ: In-depth information on Cardamom
- Mabberley, D.J. The Plant-book: A Portable Dictionary of the Higher Plants. Cambridge University Press, 1996,  0-521-34060-8
- Gernot Katzer's Spice Pages: Cardamom
- Plant Cultures: botany and history of Cardamom Архивирано 27 август 2008 на сајту
- Pham Hoang Ho 1993, Cay Co Vietnam [Plants of Vietnam: in Vietnamese], vols. I, II & III, Montreal.
- Buckingham, J.S. & Petheram, R.J. 2004, Cardamom cultivation and forest biodiversity in northwest Vietnam, Agricultural Research and Extension Network, Overseas Development Institute, London UK.
- Aubertine, C. 2004, Cardamom (Amomum spp.) in Lao PDR: the hazardous future of an agroforest system product, in 'Forest products, livelihoods and conservation: case studies of non-timber forest products systems vol. 1-Asia, Center for International Forestry Research. Bogor, Indonesia.